# Pardosa vlijmi
Pardosa vlijmi este o specie de păianjeni din genul Pardosa, familia Lycosidae, descrisă de Den Hollander și Dijkstra, 1974.
Este endemică în Franța. Conform Catalogue of Life specia Pardosa vlijmi nu are subspecii cunoscute.